# Kenny Cooper
Kenneth Scott Cooper, Jr., mais conhecido como Kenny Cooper (Baltimore, 21 de outubro de 1984), é um futebolista norte-americano que atua como atacante. Atualmente joga pelo Montreal Impact.

## Carreira

### Juventude
O pai de Cooper, Kenny Cooper, Sr., jogou futebol profissionalmente como goleiro na Inglaterra, depois se mudou para os Estados Unidos para jogar pelo Dallas Tornado da North American Soccer League. Cooper nasceu em Baltimore, e com ajuda de seu pai se tornou uma jovem promessa. Após se aposentar do futebol, o pai de Cooper se mudou com a familia para Dallas no Texas, onde Cooper estou no ensino médio pela Jesuit College Preparatory School of Dallas. Foi o jogador de ano em 2003 na área de Dallas. Enquanto jogava pelo Dallas Solar 85 Soccer Club na Dallas Cup, Cooper chamou a atenção de vários jogadores da NASL, que falaram com Jimmy Ryan, Diretor das categorias de base do Manchester United. Kenny foi convivado a fazer testes no time inglês. Após bons testes Cooper se juntou ao elenco profissional. Neste tempo Cooper defendeu as cores da Universidade Metodista Meridional, onde preferiu continuar com sua carreira na universidade invés de sua carreira profissional.

### Manchester United
Durante seu tempo com o Manchester United , Cooper nunca chegou a jogar pelo time principal, jogando apenas pelo time reserva. Com isso, foi emprestado ao Académica de Coimbra de Portugal no começo da temporada 2004-05. No entanto, o empréstimo terminou após meia temporada, após poucas aparições no time. Após breve retorno ao Manchester United, foi emoprestado novamente, desta vez para o Oldham Athletic. Ao ficar óbvio que Cooper teria poucas chances no time principal do Manchester, ele foi dispensado no meio da temporada 2005-06 para procurar novas oportunidades.

### FC Dallas
Cooper assinou com o FC Dallas no começo de 2006 e teve impacto imediato ao time. Jogou pela primeira vez em 1 de abril de 2006 e marcou seu primeiro gol ajudando o FC Dallas a vencer por 3–2 o Chicago Fire. Ele terminou aquele ano com 6 gols marcados em 31 partidas. No começo da temporada 2007, Cooper marcou 4 gols nos primeiros 8 jogos após sofrer uma contusão na Tíbia, Cooper ficou fora de toda a temporada 2007. Isto acabou com suas esperanças de disputar a Copa América de 2007.
Em 2008, Cooper liderou o time com 18 gols em 30 partidas.

### 1860 Munich
Em 31 de julho de 2009, o FC Dallas anunciou que Cooper foi vendido para o 1860 Munich, clube da 2ª divisão alemã.

### Plymouth Argyle
Em 28 de janeiro de 2010, Cooper saiu de Munique para retornar a Inglaterra, assinando com o Plymouth Argyle por empréstimo até o fim da temporada 2009-10

### Portland Timbers
Em 13 de janeiro de 2011 o 1860 Munich anunciou a quebra de seu contrato que iria até junho de 2012, e irá se juntar ao Portland Timbers.[carece de fontes?] Ele marcou seu primeiro gol em uma derrota por 3–1 contra o Colorado Rapids em 19 de março de 2011.

### New York Red Bulls
Em janeiro de 2012, Cooper foi trocado por uma escolha no draft de 2013 e mais considerações em dinheiro. Fez sua estréia pelo Red Bulls em 11 de março, e marcou seu primeiro gol contra o FC Dallas.